# 정흠밴드
정흠밴드는 대한민국의 혼성 듀오이다.

## 음반 목록
싱글
- 2014: 싱글 Beach Paradise (비치 파라다이스)
- 2014: 싱글 정흠랜드 별1
- 2014: 싱글 Christmas Together
- 2014: 싱글 별 둘
- 2015: 싱글 별 셋
- 2015: 싱글 별 넷
- 2015: 싱글 별 다섯
- 2015: 싱글 별 여섯
- 2015: 싱글 별 일곱
- 2015: 싱글 별 여덟
- 2015: EP앨범 Just feel
- 2016: 싱글 그대야
- 2016: 싱글 Beyond The Stars
- 2017: OST 사랑의 온도 OST Part.7
- 2017: 정규 1집 How Are You
- 2017: OST 미워도 사랑해 OST Part.1
- 2017: OST 보그맘 OST Part.14
- 2018: EP앨범 연애의 기록
- 2018: OST 끝까지 사랑 OST Part.22
- 2018: OST 나는 길에서 연에인을 주웠다 OST Part.5
- 2019: OST 용왕님 보우하사 OST Part.8
- 2019: 싱글 안녕
- 2019: OST 영화 수상한 이웃 OST 콩닥콩닥